# Ricardo Lumengo
Ricardo Lumengo, né le 22 février 1962 à Lussenga, Uíge, Angola, est un homme politique suisse ancien membre du Parti socialiste (PS) et du Mouvement socio-libéral (MSL).

## Biographie
Ricardo Lumengo grandit en Angola. Il fuit son pays natal en 1982, à l’âge de 20 ans, à la suite des poursuites dont il fait l'objet à cause de son engagement politique comme étudiant. Il vient en Suisse, où il dépose une demande d’asile. Cette demande est rejetée et une procédure de renvoi est ouverte contre lui. Entre-temps, il peut s'inscrire à l'Université de Fribourg. Après quelques années, il obtient une autorisation de séjour et, en 1997, acquiert la nationalité suisse. Il habite à Bienne depuis 1997. Lumengo parle le français, l’allemand, le portugais, l’anglais, l’espagnol et des langues bantous telles que le kikongo, kikongo ya Leta et le lingala,. Il fait des études de droit à l’Université de Fribourg et il travaille comme conseiller juridique au centre de rencontre interculturel Multimondo à Bienne. 

## Politique

### Parti
Ricardo Lumengo est membre du Parti socialiste suisse de 1996 à novembre 2010. Après sept mois d’activité politique sans parti, il annonce le 16 juin 2011 son adhésion à la section cantonale d'une jeune formation politique, le Mouvement socio-libéral.

### Entrée au parlement suisse
Ricardo Lumengo est élu au Conseil de Ville (législatif) de sa ville de domicile Bienne en 2004. En 2006, est élu au Grand Conseil du canton de Berne où il est membre de la commission de la justice et de plusieurs organes traitant d'affaires financières.
Le 21 octobre 2007, il est élu au Conseil national où il devient le premier parlementaire noir. Il est ainsi, après Tilo Frey, la deuxième personne d’origine africaine à siéger au Conseil national. Son élection a largement attiré l’attention au niveau international,,. Lumengo a siégé à la Commission parlementaire de la politique de sécurité jusqu’en 2009 et à la Commission de politique extérieure de 2009 à 2011 .

### Action politique
L’enquête de Smartmap menée dans le cadre des élections fédérales de 2007 classe Ricardo Lumengo dans la gauche-libérale.
Parmi les points forts de son engagement politique au Conseil de ville de Bienne figurent la lutte contre le chômage, la lutte pour plus de justice sociale et l’engagement pour les droits des étrangers. Il est intervenu pour l’engagement des personnes d’origine étrangère dans l’administration publique en signe d’application de la convention de l’ONU contre la discrimination raciale à laquelle la Suisse a adhéré en 1994,,,.
Au Grand Conseil du canton de Berne, il s’engage notamment pour l'adoption d'une loi cantonale sur l'intégration des étrangers, pour l'engagement de policiers d'origine étrangère au sein de la police cantonale et pour le renouvellement du Jeûne fédéral.
Au Conseil national, Ricardo Lumengo se distingue en matière de politique de santé et de prévention, déposant notamment une motion par laquelle il demandait la mise en place d’une campagne d’information et de prévention destinée en particulier aux jeunes sur la consommation des boissons énergisantes contenant de la caféine. Il a souligné à cet égard les effets néfastes liés à la santé à la suite de la consommation accrue de caféine tels que la nervosité et le trouble de sommeil. Par ailleurs, Ricardo Lumengo s’engage pour la suppression du paiement de la taxe d’exemption du service militaire pour les personnes partiellement invalides.

### Attaques à caractère raciste, procédures judiciaires
En automne 2006, le président du Parti suisse de la liberté (PSL), chef de la direction de police de la ville de Bienne et membre du Grand conseil bernois, Jürg Scherrer, publie sur le blog de son parti les excuses qu’il a présentées aux Africains à la suite d'une procédure judiciaire que lui a intenté la communauté africaine de Bienne pour injure. Une caricature est publiée à côté de cet article, ce qui conduit Ricardo Lumengo à introduire une dénonciation pénale pour racisme,,,,,.
En juillet 2007, au début de la campagne pour les élections fédérales, Lumengo fait l’objet de violentes insultes racistes de la part du candidat au Conseil national Patrick Lohri dans le blog du PSL,. En outre, Willy Frommenwiler (PSL) fait usage de cybersquatting en enregistrant pour son compte le domaine lumengo.ch. Ce domaine dirige les visiteurs directement vers un autre blog de Lohri, inscrit sur le site officiel du PSL, qui portait alors comme titre « Lumengo ment ». À côté de ces affirmations, on pouvait lire que le Parti de la liberté « par le biais d’une source sûre [...] a pris connaissance de l’accident de Lumengo et de son délit de fuite, ce qui lui a permis de le rendre public". Après une décision judiciaire, ce domaine est resté en la possession de Willy Frommwiler, avec toutefois l'interdiction de le dévier vers le site du PSL,. Un temps vide,.
Selon la presse, tandis qu’il roulait en provenance de Berne en direction de Bienne durant une nuit du mois de juin 2007, Ricardo Lumengo se trouve pris en tenaille entre deux automobilistes : celui de derrière cherchait à se coller à lui et celui de devant ne le laissait pas dépasser. Il a alors tenté une manœuvre de dépassement risquée et son véhicule a touché la barre de sécurité, l'endommageant très légèrement. L’ancien membre du Grand conseil bernois Jürg Scherrer (PSL), à l’époque directeur de la police de Bienne, lui reprocha d’avoir commis un délit de fuite. Lumengo a omis d’informer la police immédiatement de l’accident. Une procédure a été ouverte contre Lumengo, laquelle a débouché sur une peine conditionnelle et une amende,.
À la fin de l’été 2007, lors d’une séance du conseil de ville de Bienne, Lumengo est humilié par des délégués du PSL : ceux-ci mangeaient en effet des bananes et des têtes au choco de façon spectaculaire en poussant des cris de singes. Le PSL a démenti un quelconque lien entre ces gestes et Lumengo.
Au cours de son mandat au Conseil national, Lumengo a plusieurs fois été victime d’attaques à caractère raciste, notamment en 2008 lors de son discours à l’occasion du 1er mai à Langenthal où on lui a jeté des bananes,. En octobre de la même année, il a été insulté par un membre du PNOS (Partei National Orientierter Schweizer) sur le site de ce même parti par un texte méprisable et une caricature raciste.
Lumengo reçoit des lettres avec des insultes racistes après pratiquement chacune de ses apparitions médiatiques.

### Accusations de fraude électorale
Le 19 février 2010, Lumengo est accusé de fraude électorale en rapport avec les élections au Grand conseil bernois de 2006. Le 11 novembre 2010, Lumengo devait comparaître devant le tribunal de Bienne, soupçonné d’avoir rempli lui-même 44 bulletins de vote — parmi lesquels 42 n'étaient pas valables. Selon la presse, Lumengo a toujours contesté ces accusations. Il aurait aidé les nouveaux électeurs moins habitués avec le processus électoral à remplir leurs bulletins de vote. Son avocat a requis son acquittement. Cependant, Lumengo est condamné par le tribunal de district de Bienne de fraude électorale par dol indirect ,. Il fait appel. Le PS du canton de Berne exige sa démission du Conseil national. Lumengo se déclare déçu du manque de solidarité de la part de son parti et de la façon précipitée dont celui-ci a exigé sa démission et décide de quitter le PS. Les parlementaires des autres partis critiquent l'attitude intolérante du PS vis-à-vis de Lumengo et se sont abstenus d’exiger toute conséquence directe sur son mandat parlementaire. En deuxième instance, le 18 mai 2011, Lumengo est acquitté par la Cour suprême du canton de Berne. Avant son acquittement Lumengo a déjà annoncé être candidat à sa réélection aux élections fédérales d’octobre 2011. Par la suite, le Ministère public du canton de Berne fait recours contre l'acquittement de Ricardo Lumengo. En février 2012, le Tribunal fédéral rejete le recours du Ministère public du canton de Berne contre l'acquittement de Ricardo Lumengo, confirmant ainsi le jugement de la Cour suprême du canton de Berne. Ricardo Lumengo a ainsi été définitivement acquitté de ces accusations,.

## Autres activités
À côté de ses activités politiques, Ricardo Lumengo s’engage à renouer des liens avec le continent africain, particulièrement avec son pays d’origine, l’Angola, dans le but de faire profiter la classe politique, mais également la société civile, de son expérience professionnelle et politique acquise en Suisse . Il espère apporter ainsi sa contribution au renforcement des institutions démocratiques et à la bonne gouvernance.